# São Roque (Oliveira de Azeméis)
São Roque of Vila Chã de São Roque is een plaats (freguesia) in de Portugese gemeente Oliveira de Azeméis en telt 5480 inwoners (2001).